# فيليز موستار
نادي فيليز موستار لكرة القدم (بالبوسنوية: Fudbalski Klub Velež Mostar)‏ هو ناد بوسني لكرة قدم من مدينة موستار، تأسس في سنة 1922 ويعتبر من أنجح أندية كرة القدم في البوسنة والهيرسك، يلعب مبارياته في ستاد بود بيليم بريبورغ الذي تصل لحوالي 25000 متفرج، أبرز إنجازاته أثناء عصر الإتحاد اليوغسلافي كان فوزه بكأس يوغوسلافيا مرتين في سنة 1981 و1986، كما وصل إلى نصف نهائي بطولة كأس الاتحاد الأوروبي (الدوري الأوروبي حالياً) في سنة 1975. أشتق اسم النادي من جبل فيليز الذي يقع في البوسنة والهيرسك والذي أخذ بدوره من الإله السلافي القديم فيليس.